# ELNA
ELNA (skrót niemieckiej nazwy Engerer Lokomotiv-Normen-Ausschuß, po polsku Komisja Ścisłych Norm Lokomotyw) – oznaczenie wszystkich produkowanych według standardów, niemieckich, normalnotorowych, towarowych lokomotyw parowych dla małych i prywatnych kolei po I wojnie światowej. Norma przewidywała sześć typów lokomotyw. Pierwszą lokomotywę według tej normy zbudowała firma Krauss Maffei z Monachium w 1922 roku. Wszystkie niemieckie fabryki wyprodukowały 200 takich lokomotyw parowych dla kolei prywatnych. Trzy parowozy ELNA 6 były eksploatowane na kolejce karkonoskiej.